# 教育評議會
教育評議會（英語：Education Convergence，簡稱教評會）於1994年10月在香港成立，是建制派組織。教評會由一群教育工作者所組成，是關注香港教育事務的團體，為香港教育政策提供建議。教評會認為香港特區的教育政策應主要由專業教育人員領導及參與，並應以正面、理性、積極、專業的態度與立場。教評會認為香港議會要回歸「理性」，共同為提升香港教育水平而努力。

## 工作範疇
教評會作為教育專業團體，致力於以下工作：
1. 專題研究
2. 政策評論
3. 經驗推廣

## 教育評論
教育評議會每年出版三至四期「教育現場」（Education Focus）刊物，免費派發給全港中學和小學，主要內容包括教育評議會聲明、教育政策評論和建議、學校管理與教學心得、各項教學資源、老師閒餘生活分享等。電子版亦上載教育評議會網頁內，至今已出版三十多期。
教育評議會成員在灼見名家（master-insight）網站以「教評心事」專欄發表教育評論文章，每日一篇。作者達30人，題材包括；政策評論和倡議，學校管理，教學心得，課程分析，教師專業發展，內地及外國教育個案等。並且每年結集出版，至今已共六集。此外，與灼見名家合作的視頻教育「冷思熱話」，將會陸續播放。對當前熱議的教育課题，以冷静思考並專業的取態，由教評執委，會員或邀請嘉賓，互動討論、表達意見。
教評會部份執委及會員於各大傳媒發表評論文章，包括《星島日報》、《信報》和《大公報》等。

##### 成立20周年的學術研討會
教育評議會於2020年11月舉辦「承先啟後25年——人文精神與科學重新教育」學術研討會，以慶祝成立25周年。研討會是和香港教育大學及灼見名家傳媒合辦的，並且得到多過教育團體協辦。講者包括中國科學院譚鐵牛院士，香港教育局局長楊潤雄，香港教育大學校長張仁良教授，以及聯合國教科文組織專家學者汪利兵教授等。
主題涵蓋人工智能與教育發展，科技創新教育與人文素質培育，善用科技創新令學習更生動有趣。大會設有青年人對談的環節，邀請三位青年精英分享他們追夢的心得及為年青人指點迷津，包括自由學園創辦人陳曉慧小姐，教育大學英語教學系講師葉慧儀，中文大學工程學院人工智能系學生曾浩一等。

##### 國史教育與價值教育
教育評議會和國史教育中心合作出版「中國歷史教學反思及建議」小冊子
，於2020年11月寄予全港中學中史科，歷史科和小學常識科科主任及老師，以及教育局和考評局，期望對中國歷史課程、教學與及評估產生一定的促進作用。

教育評議會和學教團，香港教育行政人員協會合作於2019年8月出版「重溫核心價值及公民質素」小冊子，寄予全港各中學和小學，就着一些核心價值，例如尊重、仁愛、理性、包容，責任等作出說明及提供教學材料，收到教育界的肯定。為了深究價值教育含意與及在課堂內進行實踐，教育評議會在2020年10月得到優質教育基金贊助，推行「價值教育——老師培訓課程」計劃，為期兩年，分為先導期，參與期與及總結期。參與計劃的中學和小學共超過50間。

## 開辦學校
本會於2000年成立教育評議會教育基金有限公司，為社會慈善團體，以申辦政府資助學校。於2002年獲批創辦在北區上水的風采中學。 贊助團體是余氏五堂會。校訓是「風度文采」。學校致力培養「植根香港，胸懷祖國，放眼世界」的具承擔的自主學習者，以建設社會和國家。創校校長為曹啓樂，第二任校長為何漢權，現任校長為陳玉燕。歷任校監包括張百康，馮文正及現任的鄒秉恩。 在全體師生家長的共同努力下，學生無論在學業成績，品德修養，社會服務，課外活動方面均表現卓越，備受教育界及社會人士的肯定，為區內受歡迎的學校。公開考試成績出色，畢業生絕大部份升讀大學，包括本港大學，外國大學及內地大學。學校現正籌辦在2022至2023年度舉行的創校20周年活動。

## 教評工作

### 蔡若蓮喪子風波
2017年9月7日，受學界非議的教育局副局長蔡若蓮喪子後，有人於香港教育大學的民主牆張貼「恭喜蔡匪若蓮之子魂歸西天」的大字報。
教評會批評這種張貼「冷血賀詞」對死者大不敬，對家屬極大侮辱，要求教育大學和教育局嚴肅追究，對張貼者按校規予以嚴正處分。
事發後續疑似連串報復事件發生。校方的閉路電視畫面外洩，「恭喜劉匪曉波魂歸西天 祝賀劉霞永被我黨軟禁」這類挖苦劉曉波夫婦的大字報出現，但得不到教評會譴責，因此教評會被認為雙重標準及帶政治立場。該校學生會批評這種做法，並請求校方要「一視同仁」。

### 質疑中日近史考題
2020年香港中學文憑考試歷史科其中一則考題詢問考生是否同意「1900至1945年間，日本為中國帶來的利多於弊」，要求以參考資料及個人認知作答。
教育評議會及其他部份建制派立法會議員針對「利多於弊」的字眼作出質疑。教評會認為有作答陷阱，參考資料提及日本協助晚清教育改革，及日本在清未民初時支援中華民國一方，加上考題用詞，似乎在引導考生回答中日合作及中日友好的情節較日本侵華重要。教評會直指，「同意」即等同「漢奸」。 這些人士聲言該題涉「迴避日軍侵華」歷史。
其他回應有：
- 香港特區政府考評局反駁：設題絕對是單純的學科考慮。局方更指，歷史科試題設有審題委員會，成員包括大學教授、具豐富教學經驗的中學教師或校長、課程及學科專家等。考評局亦有既定機制，檢查和校對試卷，確保試題水平恰當，涵蓋範圍、水平和用詞都合乎香港教育要求。[13]
- 教育界議員葉建源指問題題型常見。這種資料題是「考驗考生分析資料及結合對歷史的認識作答」。考生選擇認同或不認同並不影響成績。他引指毛澤東亦曾說過感謝日軍侵華的言論，強調此類話需要配合語境才能正確理解。[10]
- 有歷史科老師表示，當題型提到「利多於弊」或「弊多於利」時，考生「必須表述個人立場，必須進行正反立論」。不能單從資料所見而偏重論述日本幫助中國革命；或無視資料而單單論述日本侵略問題。

## 外部連結
- 教育評議會官方網頁（页面存档备份，存于）
- 教評心事 | Archives | 灼見名家 （页面存档备份，存于）